# Lepturges angustatus
Lepturges angustatus là một loài bọ cánh cứng trong họ Cerambycidae.